# Paul Marstrand
 Ikke at forveksle med Poul Marstrand.
Paul Marstrand (født 26. april 1895 på Frederiksberg, død 24. april 1965 i Birkerød) var en dansk arkitekt, bror til Vilhelm og Knud Marstrand.

## Uddannelse
Han var søn af jernstøber, maskinfabrikant og direktør Poul Marstrand og Thyra Valgerda Burmeister. I 1913 var Paul Marstrand på tre måneders ophold i Nordamerika. Fra 1913 til sin uventede og voldsomme død under revolutionen var broderen Knud Marstrand - kun afbrudt af perioden 1914-15 - bosat i Rusland, hvor han fra 1915 havde en tegnestue. Også hans ni år yngre bror Paul fik sin uddannelse i Rusland i 1914-17 og var i øvrigt autodidakt. Han var gesandtskabsdelegeret i Petrograd for de østrig-ungarske og tyrkiske krigsfangeinteresser 1917-18.

## Virke
Paul Marstrand rejste videre til Fransk Marokko, hvor han 1920-26 og atter 1930-35 drev egen tegnestue og var den første eksportstipendiat for Danmark i Marokko fra 1931. Hans bygninger her følger den lokale byggeskik. Han var i Grækenland 1927-30, hvor han var formand for Folkeforbundets græsk-tyrkiske nævn i Saloniki til vurdering af ejendomme 1928-30.
I 1942 var Marstrand permanent hjemme i Danmark, hvor han især fik en række opgaver med lejligheds- og parcelhusbyggeri for Lejerbo, som søgte at afhjælpe den store boligmangel. Hans huse følger den stilfærdige danske funktionelle tradition fra Kay Fisker.
Marstrand var redaktør af fagbladet Bygmesteren 1943-45, medlem af Danske arkitekters genopbygningskommission 1945-47, medlem af bestyrelsen for Byggesocietetet 1945 samt kommitteret i Dansk Arkitektforening 1946. Desuden medlem af komitéen for Nordisk Byggedag, af Boligministeriets udvalg vedr. generalbeskrivelser m.m. og vurderingsmand i Københavns Kreditforening. Han bar en række udenlandske ordener.
Marstrand blev gift 3. februar 1921 i Casablanca med Dorothea "Dorrit" Hedegaard (21. juni 1898 i Sørup Sogn ved Svendborg - 4. september 1984 på Frederiksberg), datter af læge Carl Peter Hedegaard og Marie Roedsted.
Han er begravet på Vestre Kirkegård.

## Værker
I Marokko:
- Herregårdene Domaine Richards (1923); Domaine de la Borde (1924) og Domaine soc. d'exploitation marocaine (1926)
- Det danske Konsulat, Casablanca (1926)
- Katolsk klosterskole, Marrakech (1932)
- Fransk reformert kirke med annekser, Rabat (1933-35, udstillet 1931)
- Embedsbolig for den engelske generalkonsul, Rabat (1933)
- Pavillon til den fransk reformerte kirke, Casablanca (o. 1935)

I Danmark:
- Sengeløse Centralskole, Sengeløse (1942)
- Præstegård genopført efter en brand, Sengeløse (1942-43)
- Vintappervænget, Lyngby Hovedgade 95A-N, Kongens Lyngby (1945-46)
- 11 enfamiliehuse, Peder Mathiassensvej 1-21, Birkerød (1947-48)
- 14 parcelhuse, Vibevej 1-13, 2-14, Haslev (1948-49)
- 10 parcelhuse, Tranevej 1-9, 4-12, Haslev (1948-49)
- 3 parcelhuse, Stengårdsvej 8, 10, 23, Haslev (1948-49)
- Parkbebyggelsen Bistruplund 1-33, 2-10, Vasevej 68A-70B, Birkerød (1949-50)
- Funktionærboliger til Sydøstsjællands Elektricitets A/S, Nordgården, Ringstedvej 58, Haslev (1949-50)
- Solbjerget 2-64, 3-63, Solbjergsvinget 2-6, Grøndalsvej 82-100, Birkerød (1950-53)
- Blokbebyggelsen Prøvesteenen, Strandvejen 62-96, Frederiksværk (1951-53)
- Bistrupskolen, Birkerød (1954-55, sammen med Tage Pullich)
- Desuden adskillige enfamiliehuse i Rødovre og i Kregme